# Luci Cecili Metel Diademat
Luci Cecili Metel Diademat (en llatí Lucius Caecilius Q. F. Q. N. Metellus Diadematus) va ser un magistrat romà. Era fill de Quintus Caecilius Q. F. L. N. Metellus Macedonicus. Diademat (Diadematus) va ser un dels sobrenoms (agnomen) que portava. Feia referència a la diadema que durant la república era un símbol d'honor, però en realitat derivava d'una bena de roba a manera de diadema que va dur al cap durant molts anys per protegir una úlcera. Formava part de la gens Cecília, i era de la família dels Metel.
Va ser elegit cònsol l'any 117 aC amb Quint Muci Escevola, i va fer diverses obres públiques per Itàlia, entre d'altres la Via Cecília. Va influir pel retorn del seu cosí Metel Numídic que havia estat desterrat.